# Santa María en Aquiro (título cardenalicio)

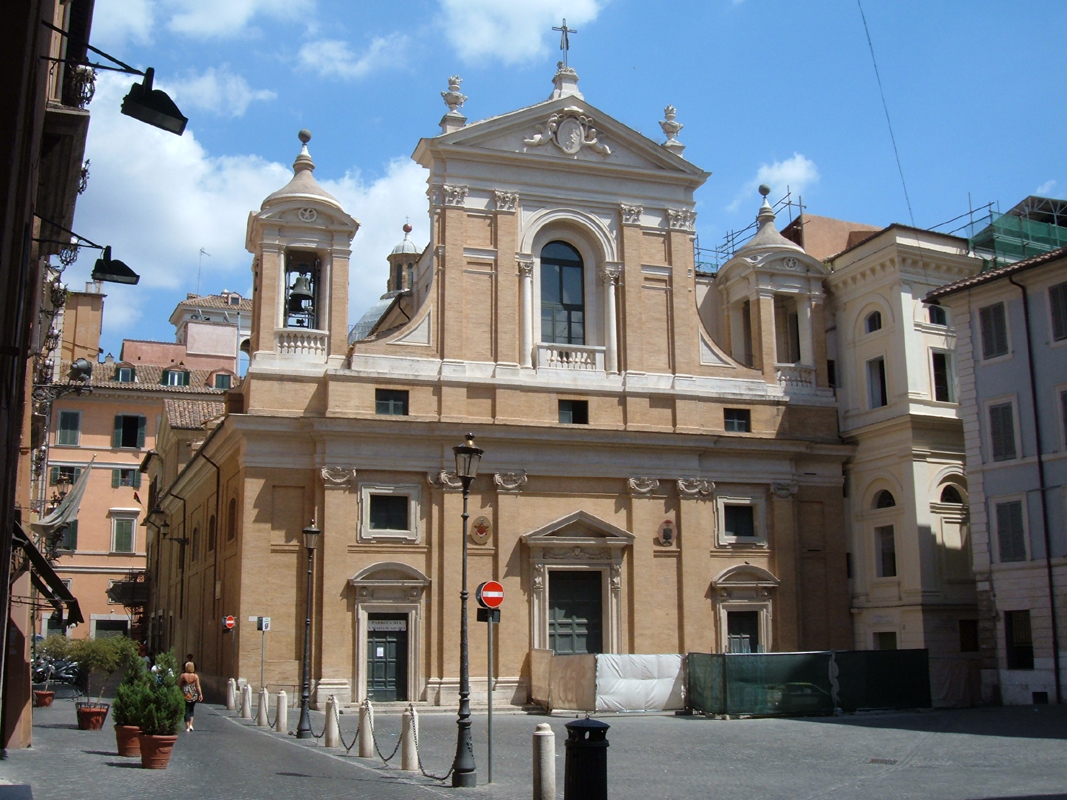

El título cardenalicio de la diaconía de Santa María en Aquiro (en latín: S. Mariae in Aquiro) fue instituido en torno a 678 por el Papa San Agatón. Este título de cardenal era conocido también como Santa María en Acyro o Santa María de Cyru.

## Titulares
- Cosma (o Conte, o Comte) (1088- circa 1125)
- Cosma (1125-1126)
- Rodolfo degli Ermanni della Staffa (1126-1130)
- Vassalo (circa 1130-1135)
- Ivone (o Yves, o Yvone) (c. 1135-c. 1139)
- Pietro (1140- circa 1145)
- Cenzio (1150- dopo il 1152 o 1154-1159)
- Milo (?) (o Guido) (1159-1161)
- Giovanni (1160- circa 1161), pseudocardenal del antipapa Víctor IV
- Gerardo (1161-1173), pseudocardenal de los antipapas Pascual III e Calixto III
- Pietro Gaetani (1164-1165)
- Pietro de Bono (1165-1173)
- Gregorio Crescenzi (1188-1200)
- Pierre Duacensis (o de Douai) (1212-1216)
- Bertrand de Montfavez (1316-1342)
- Etienne Alberti (o Aubert) (1361-1368)
- Pierre de Fetigny (1383-1392), pseudocardenal del antipapa Clemente VII
- Jofré de Boil (1397-1400), pseudocardenal del antipapa Benedicto XIII
- Giovanni Colonna (1480-1508)
- Luigi d'Aragona, in commendam (1508-1517)
- Guillaume de Croy (1517-1521)
- Vacante (1521-1535)
- Gasparo Contarini (1535)
- Marino Ascanio Caracciolo (1535-1538)
- Ippolito II d'Este (1539-1564); in commendam (1564)
- Benedetto Lomellini (1565)
- Zaccaria Delfino (1565 o 1566-1578)
- Antonmaria Salviati (1584-1587)
- Vacante (1587-1596)
- Pompeo Arrigoni (1596-1597)
- Lorenzo Magalotti (cardenal) (1624); título pro illa vice (1624-1628)
- Antonio Barberini iuniore (1628-1632)
- Jan Olbracht Wazy, S.J. (1632-1634)
- Paolo Emilio Rondinini (1643-1655)
- Friedrich von Hessen-Darmstadt (1655-1656)
- Giacomo Franzoni (1660-1669)
- Lazzaro Pallavicino (1670-1677)
- Vacante (1677-1681)
- Michelangelo Ricci (1681-1682)
- Vacante (1682-1686)
- Gasparo Cavalieri (1686-1688)
- Gianfrancesco Albani (1690)
- Lorenzo Altieri (1690-1707)
- Vacante (1707-1716)
- Carlo Maria Marini (1716-1738)
- Carlo Maria Sacripante (1739-1741)
- Alessandro Tanara (1743-1754)
- Marcantonio Colonna (1759-1762)
- Andrea Negroni (1763-1765)
- Vacante (1765-1775)
- Pasquale Acquaviva d'Aragona (1775-1779)
- Vacante (1779-1785)
- Ferdinando Spinelli (1785-1789)
- Francesco Guidobono Cavalchini (1818-1828)
- Vacante (1828-1832)
- Mario Mattei (1832-1842)
- Vacante (1842-1853)
- Domenico Savelli (1853-1864)
- Vacante (1864-1868)
- Annibale Capalti (1868-1877)
- Antonio Pellegrini (1877-1887)
- Luigi Macchi (1889-1896)
- Vacante (1896-1901)
- Francesco Salesio Della Volpe (1901-1916)
- Louis-Ernest Dubois, título pro illa vice (1916-1929)
- Federico Cattani Amadori (1935-1943)
- Pierre-André-Charles Petit de Julleville, título pro illa vice (1946-1947)
- Vacante (1947-1953)
- Carlos María de la Torre, titolo pro illa vice (1953-1968)
- Mario Casariego y Acevedo, C.R.S., titolo pro illa vice (1969-1983)
- Antonio Innocenti (1985-1996); titolo pro hac vice (1996-2008)
- Angelo Amato (2010-2024)